# Montigyra
Montigyra is een geslacht van neteldieren uit de klasse van de Anthozoa (bloemdieren).

## Soort
- Montigyra kenti Matthai, 1928